# Andrej Kopčaj
Andrej Kopčaj (26. dubna 1943 Užhorod – 11. prosince 2012) byl český manažer, odborník na oblast řízení změn ve firmách a rovněž autor řady článků a publikací na toto téma.

## Osobní život
Narodil se 26. dubna 1943 v Užhorodě jako třetí ze sedmi dětí v rodině řeckokatolického faráře a učitelky. Po opakovaném stěhování rodina zakotvila v Karviné, kde Andrej Kopčaj vychodil gymnázium. Andrej Kopčaj má dceru Andreu, syna Pavla a vnoučata Mikuláše, Barboru a Andreje. V průběhu devadesátých let a první dekády 21. století žil a působil v Rychvaldu. Zemřel po vážné nemoci dne 11. prosince 2012.

## Profesní a akademická kariéra
Po absolvování Hutnické fakulty VŠB v Ostravě (1967) nastoupil do VŽKG a po působení v řadě technických profesí se stal nejprve investičním a následně výrobním ředitelem celého koncernu. Mezitím dokončil postgraduální studium na VUT v Brně, později vědeckou aspiranturu na VŠB v Ostravě na stejné téma – matematické optimalizační metody v řízení. V období let 1989 – 1991 pracoval ve funkci výrobního náměstka ve společnosti VÍTKOVICE. Po návratu z kurzu, pořádaného York University v kanadském Torontu (zde získal hlavní cenu nejlepšího absolventa), založil manažerský vzdělávací tým (1991). Následně přešel do soukromé sféry a založil společnost KOPČAJ-SILMA´ 90 zaměřenou na poradenství v oblasti strategického řízení, restrukturalizace firem, strategie rozvoje podnikové kultury, kultivace a řízení lidských zdrojů. Zároveň působil jako vedoucí katedry managementu na ekonomické fakultě VŠB-TU v Ostravě. Své zkušenosti z transformačních procesů přednášel v českých i mezinárodních kurzech a publikoval v odborných časopisech. Využíval při tom bohaté zkušenosti z vlastní manažerské praxe.
Andrej Kopčaj své myšlenky šířil v modulech programu MANEX – Manažer excelence , jako lektor působil mj. v rámci programů MBA, organizovaných v České republice britskou Nottingham Trent University.

## Publikace
Andrej Kopčaj je autorem knih „Košatění bohatství“ (1997), „Řízení proudu změn“ (1999) a „Spirálový management“ (2007).